# Gare de Franchet d’Esperey
Gare de Franchet d'Esperey vasútállomás Franciaországban, Reims településen.

## Vasútvonalak
Az állomást az alábbi vasútvonalak érintik:
- Épernay–Reims-vasútvonal

## Kapcsolódó állomások
A vasútállomáshoz az alábbi állomások vannak a legközelebb:
- Gare de Reims
- Gare de Reims-Maison-Blanche